# Daspletis hermanni
Daspletis hermanni là một loài ruồi trong họ Asilidae. Daspletis hermanni được Ricardo miêu tả năm 1925.